# تکنام پی۹۲
تکنام پی۹۲ (به انگلیسی: Tecnam_P92) یک هواگرد ملخ‌پیشین تک‌موتوره از نوع دو نفره فوق سبک ساخت شرکت Tecnam ایتالیا است. هواگرد تکنام پی۹۲ نخستین پروازش را در ۱۹۹۳ میلادی انجام داد. قدرت پیشرانش این هواپیما با موتور 912 روتاکس(rotax) تامین میشود.
طراح این هواگرد، Luigi Pascale بود
.

## جستارهای وابست
- فهرست هواگردها